# Generale Zod
Il Generale Zod (General Zod) è un personaggio dei fumetti statunitensi pubblicati da DC Comics; è uno dei peggiori nemici di Superman. È un kryptoniano che venne imprigionato nella Zona Fantasma da Jor-El. Zod è collocato al trentesimo posto nella classifica Top 100 Comic Book Villains of all time (in lingua italiana «I migliori 100 cattivi dei fumetti di tutti i tempi») secondo IGN.
Compare, oltre che nei fumetti, anche in trasposizioni cinematografiche e serie televisive.

## Zod nella Silver age
Dru-Zod, o semplicemente Zod, era in origine uno dei criminali kryptoniani intrappolati nella Zona fantasma. Apparve per la prima volta nel numero 283 di Adventure Comics (aprile 1961).
Un tempo Direttore Militare del Centro Spaziale kryptoniano Zod conobbe Jor-El quando era un aspirante scienziato. Tentò invano di impossessarsi di Krypton creando un esercito di robot. Fu condannato all'esilio perpetuo nella zona fantasma.
Zod fu liberato per la prima volta da Kal-El quando era ancora Superboy e tentò invano di conquistare la Terra grazie ai poteri acquisiti grazie al sole giallo. Zod fu di nuovo rispedito nella Zona fantasma da cui scappa occasionalmente.

## Versioni successive di Zod
Dopo che Crisi sulle Terre infinite riscrisse la maggior parte della storia dell'universo DC e dei suoi personaggi fu inizialmente stabilito che l'unico kryptoniano sopravvissuto all'esplosione di Krypton sarebbe stato Superman. Di conseguenza, sebbene l'unicità di Kal-El sia stata in seguito smentita, le quattro differenti incarnazioni del Generale Zod che sono apparse da allora hanno origini diverse dall'originale.
Il primo Zod ad essere introdotto dopo Crisi sulle Terre Infinite è lo Zod di un cosiddetto "universo tascabile" che assomiglia all'universo in cui si svolgono i fumetti; questo ha permesso di introdurre uno Zod "kryptoniano" pur mantenendo lo status di Superman come l'ultimo della sua razza nell'universo vero e proprio. L'universo di questo Zod è stato creato da Time Trapper. Zod (insieme ai compagni Quex-Ul e Zaora) devastano la Terra di quell'universo in seguito alla morte del suo Superboy, nonostante i migliori sforzi di una Supergirl creata dall'eroico Lex Luthor di quel mondo. Alla fine, i sopravvissuti di questo mondo riescono a contattare il Superman dell'universo principale per aiutarli, ed è in grado di togliere i poteri ai tre super-criminali con la kryptonite d'oro (poiché non è di quell'universo, la kryptonite di quella realtà non ha alcun effetto su di lui).
Tuttavia, i tre giurano che un giorno riacquisteranno i loro poteri e torneranno nel mondo di Superman per ucciderlo. Riconoscendo che non può permettersi di lasciarli sulla loro ormai morta Terra per lasciarli morire da soli né imprigionarli nel suo mondo, Superman è costretto a giustiziarli con la kryptonite.
Una seconda incarnazione del Generale Zod viene introdotta nel 2001; questo Zod è ritratto come quello di una realtà alternativa creata dal personaggio Brainiac 13. È il capo dell'esercito kryptoniano nella realtà alternativa. Come la versione pre-crisi, Zod detiene l'equivalente kryptoniano delle credenze fasciste. Manda alieni nella città bottiglia di Kandor e pianifica un colpo di stato militare. Zod viene sconfitto da Superman e dal Jor-El della realtà alternativa di Zod, Krypton.
Il terzo tentativo di portare Zod nell'era moderna è lo Zod "russo", uno Zod di origine umana la cui storia di origine è collegata a quella di Superman. Questo Generale Zod (nato Avruiskin) è un russo colpito prima della sua nascita dalle radiazioni di kryptonite, poiché è figlio di due cosmonauti la cui nave era troppo vicina al razzo di Kal-El. Questo Zod è innaturalmente debole sotto un sole giallo, ma superpotente sotto un sole rosso (l'opposto di Superman). Dopo che i suoi genitori sono morti a causa delle radiazioni, cresce in un laboratorio del KGB sotto il nome di "Zed". Apparentemente parlato dallo spirito dell'universo tascabile Zod, il russo Zod crea un'armatura rossa che filtra la luce del sole e si dichiara sovrano dell'immaginario ex stato sovietico del Pokolistan. Dopo diversi incontri inconcludenti con Superman, rivela il suo piano a lungo raggio per trasformare il sole in rosso e prendere il posto di Superman. Questo ha temporaneamente successo fino a quando Lex Luthor salva Superman, gli dà un'esplosione di radiazioni solari gialle per riguadagnare i suoi poteri e lavora per ripristinare il sole. Superman torna a combattere Zod, ma si rifiuta di ucciderlo. Quando il sole diventa di nuovo giallo, l'ormai vulnerabile Zod colpisce Superman con tutto il suo potere a velocità super e viene ucciso a causa dell'invulnerabilità di Superman.
Lo Zod finale prima che il personaggio fosse finalmente reintrodotto, lo Zod di una Zona Fantasma alternativa appare nella trama di dodici numeri di "Per il domani" , scritta da Brian Azzarello e disegnata da Jim Lee. Questo Zod vive da solo in una Zona Fantasma alternativa e si risente di Superman per averlo manomesso. Per suo conto proviene dallo stesso Krypton di Superman ed è stato esiliato nella Zona Fantasma dal padre di Superman, Jor-El. Questo Zod indossa una grande armatura nera chiodata e, quando smascherato, è un vecchio calvo con la barba bianca. Questa incarnazione appare in Metropia, una versione della Zona Fantasma creata da Superman per assomigliare a un mondo vivente (inclusi esseri apparentemente viventi). Questa versione è stata sostituita dalla trama attuale (che presenta un nuovo Zod, liberato dalla Zona Fantasma).
Il Generale Zod appare in "Gli ultimi figli". Zod, Ursa e Non scappano dalla Zona Fantasma e vengono sulla Terra per cercare di trasformarla in un "Nuovo Krypton". Questa incarnazione è il primo Zod post-crisi che proviene dal Krypton di Superman e non da una realtà alternativa.
Prima della distruzione di Krypton, Zod, sua moglie Ursa e il complice Non si ribellano al governo oppressivo del loro pianeta, ma presto diventano aspiranti tiranni senza legge che bramano il potere. Dopo una sfortunata insurrezione guidata da Zod, il governo condanna a morte il trio. Tuttavia, il padre di Superman, Jor-El, chiede al governo di mitigare la loro condanna alla reclusione nella Zona Fantasma, accettata a condizione che si assuma la responsabilità come loro carceriere. Mentre si trovano nella Zona Fantasma, Zod e Ursa riescono ad avere un figlio che nasce immune agli effetti della Zona Fantasma, facilitando infine la loro fuga, e lo chiamano Lor-Zod. Sulla Terra, il ragazzo viene scoperto da Superman e sua moglie Lois Lane, che lo adottano come proprio figlio e lo chiamano Christopher Kent.
Insieme a Zod, Ursa e Non, anche altri 25 criminali kryptoniani fuggono dalla Zona e sconfiggono un certo numero di eroi della Terra, iniziando la loro ricerca per conquistare il pianeta. Zod tende un'imboscata a Superman per vendicarsi delle azioni di Jor-El e lo intrappola nella Zona Fantasma, da cui in seguito fugge con l'aiuto dell'eroico prigioniero della Zona Fantasma Mon-El. Con l'assistenza dei suoi tradizionali nemici Lex Luthor, Metallo, Parassita e Bizarro, Superman affronta l'esercito di Zod. Su quasi trenta kryptoniani, gli alleati temporanei di Superman ne uccidono diversi, riportando gli altri nella Zona Fantasma insieme a Zod e Ursa, che portano con sé Chris Kent.
Zod viene nuovamente liberato dalla Zona Fantasma dalla madre di Supergirl, Alura. La "città imbottigliata di Kandor" viene trasformata in un pianeta kryptoniano popolato ("Nuovo Krypton") e Zod viene nominato capo del suo esercito. Quando Superman decide di vedere com'è la vita su Nuovo Krypton, viene arruolato nella gilda militare sotto il comando di Zod. Zod e Superman intrattengono un rapporto professionale diffidente. Nonostante il loro passato, nessuno dei due sembra disposto a comportarsi con marcata aggressività nei confronti dell'altro. Più tardi, durante una cerimonia kryptoniana, Zod viene colpito dal kryptoniano Ral-Dar (che sta lavorando con il padre di Lois, il generale Sam Lane), portando Zod a nominare Superman come generale temporaneo fino alla sua guarigione. I due sono coinvolti in un complotto politico kryptoniano, ma alla fine arrestano il traditore del pianeta e vedono una riforma del Consiglio di New Krypton.
La pace è di breve durata, tuttavia, a causa di un attacco dell'alieno Brainiac, responsabile in primo luogo dell'imbottigliamento di Kandor. Nuovo Krypton viene attaccato da Brainiac e Zod progetta un piano per sconfiggerlo; Zod è spinto dall'impulso di vendicare la sua precedente sconfitta per mano di Brainiac, quando Kandor è stato imbottigliato sulla vecchia Krypton. La trama si conclude con la distruzione del pianeta, portando Zod a dichiarare guerra alla Terra. Dopo un feroce conflitto tra Superman e Zod in difesa della Terra, Zod viene respinto nella Zona Fantasma da suo figlio, Chris Kent, che si era liberato dalla Zona Fantasma ed è diventato attivo come supereroe adulto sul pianeta Terra.

## New 52
Nel nuovo rilancio della serie a fumetti la storia di Zod è stata modificata. I genitori di Zod erano due scienziati, quando era un ragazzo lui e i suoi genitori andarono in un deserto kriptoniano alla ricerca di nuove forma di vita, ma la loro nave fu attaccata da alcune creature e quindi rimasero bloccati nella giungla. I genitori del ragazzo vennero uccisi dagli animali selvaggi, mentre lui riuscì a salvarsi, sopravvivendo da solo per un anno intero nella giungla, finché non venne salvato da Jor-El e suo fratello Zor-El. Divenuto un uomo, Zod fece carriera nell'esercito, diventando un ufficiale molto rispettato, raggiungendo il grado di generale. Zod sviluppa un odio per la razza aliena dei Char, quindi ne crea uno artificialmente e lo scatena contro i kriptoniani, così da avere un pretesto per dichiarare guerra, ma Jor-El scopre l'inganno, e denuncia il generale alle autorità. Zod fu giudicato colpevole e, insieme alla sua complice Faora, venne segregato nella zona fantasma.
Molti anni dopo, a causa di un fenomeno misterioso, la zona fantasma si indebolisce, e Zod riesce a scappare, atterrando sulla Terra, nel deserto del Sahara. Zod comincia a manifestare i tipici poteri che il Sole giallo dona alla sua razza, e uccide dei viaggiatori. Superman lo affronta e Zod capisce subito che l'Uomo d'Acciaio in realtà è Kal-El, il figlio di Jor-El. Superman lo imprigiona nella Fortezza della Solitudine.

## Poteri e abilità
Come tutti i kriptoniani anche Zod ottiene dei poteri straordinari quando viene esposto al sole giallo della Terra, ovvero volo, vista calorifica, vista telescopica, vista microscopica, vista a raggi x, super forza, super resistenza, invulnerabilità, super velocità e super udito. Il punto debole di Zod, come per Superman, è la kryptonite, cioè la roccia rimasuglio del suo pianeta d'origine. Essendo un soldato è un ottimo stratega, nonché ben addestrato nel combattimento corpo a corpo: infatti è stato uno dei pochi personaggi al di fuori di Doomsday che sia riuscito a spezzare le ossa a Superman.

## Altri media

### Cinema
- Compare come cameo in LEGO Batman - Il film (2017) in cui Superman menziona di averlo richiuso nella Zona fantasma, in quanto troppo potente.

#### Serie di film 1978–1987

Il generale Zod interpretato da Terence Stamp in Superman II (1980)

Il Generale Zod compare in due di quattro film della serie cinematografica con Christopher Reeve come Superman, interpretato da Terence Stamp:
- Nel film Superman (1978), il Generale Zod, fa una breve apparizione all'inizio del film, dove viene processato da Jor-El, insieme con Ursa e Non.
- Il personaggio è l'antagonista principale del sequel del primo film, Superman II (1980). La sua trama riparte dal processo avvenuto nel film precedente, in cui viene approfondita la sua storia; Zod è un generale dell'esercito kryptoniano, incaricato di gestire le difese militari del pianeta. Con il tempo, però, inizia a manifestare un disprezzo feroce verso le attuali condizioni di pace e giustizia, tipiche della democratica società kryptoniana, e trama insieme a Ursa (la sua affascinante e perfida amante) e Non (un gigante feroce, distruttivo, privo di voce e di scarsa intelligenza) la realizzazione di un colpo di Stato. Il progetto però fallisce grazie al pronto intervento di Jor-El, che lo fa processare e condannare all'esilio perpetuo nella Zona fantasma, una dimensione parallela in cui lui e i due accoliti vivranno per secoli in condizione di isolamento, da cui poi evadono per un errore di Superman e si alleano con Lex Luthor per uccidere il figlio del loro carceriere e conquistare la Terra. Superman affronta lui e i suoi due subalterni, ma pur mettendocela tutta non si dimostra abbastanza forte da fronteggiarli tutti e tre, poiché questi hanno i suoi stessi poteri. Superman li affronta in un secondo momento nella Fortezza della solitudine: usando il potere della fortezza Zod cerca di togliere all'Uomo d'Acciaio i suoi poteri kriptoniani, e credendo di esserci riuscito pensa di avere la vittoria in pugno, ma grazie ad un inganno è Superman a toglier loro i poteri e, forte della sua superiorità, riesce ad ucciderli.

#### DC Extended Universe

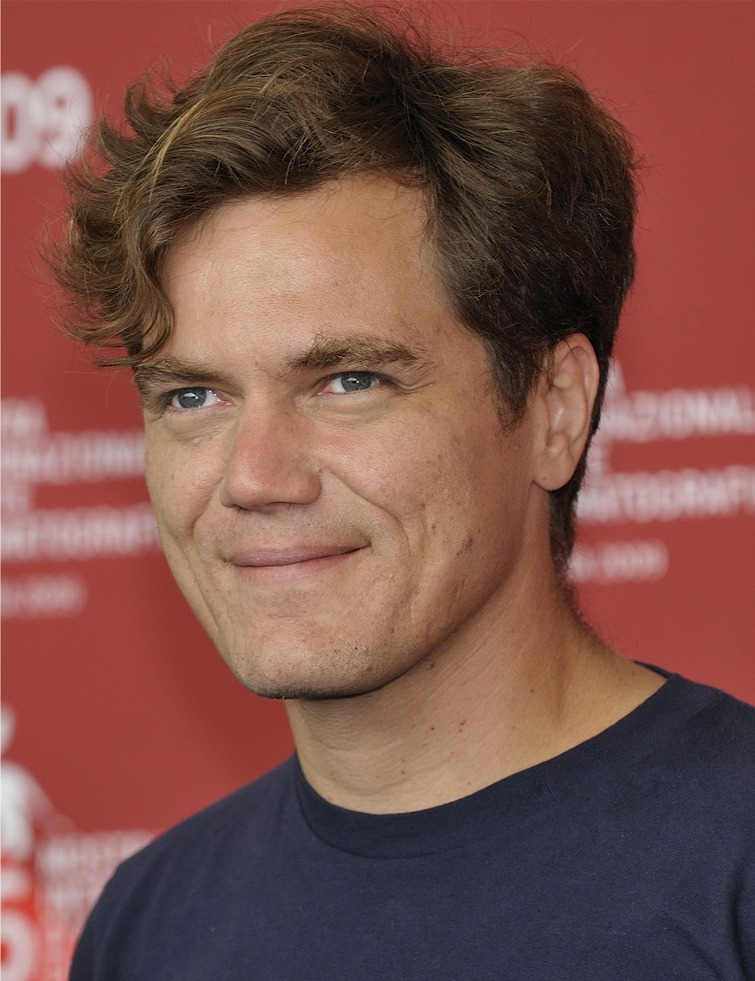
Michael Shannon, interprete del Generale Zod nel DC Extended Universe

Il Generale Dru-Zod appare nel DC Extended Universe (DCEU), interpretato da Michael Shannon, qui è il peggior nemico di Superman. Diversamente dalle altre versioni del personaggio, quella raffigurata in questo film non dice la celebre frase "Inginocchiatevi davanti a Zod", proprio con l'obiettivo di distaccarsi dall'interpretazione di Terence Stamp in Superman II. Inoltre il Generale Zod è il cosiddetto primo dei cattivi del DCEU.
- In L'uomo d'acciaio (2013), il personaggio è l'antagonista principale del film. Nato a Kandor, Zod è il capo militare di Krypton che viene relegato nella Zona fantasma insieme ai suoi subordinati (chiamati "La Spada di Rao") per dei gravi crimini di stato, tra cui la morte di Jor-El e un tentato colpo di Stato. Quando Krypton esplode Zod e i suoi uomini riescono a liberarsi dalla loro prigionia e usando la loro astronave kryptoniana raggiungono la Terra, alla ricerca del figlio di Jor-El, Kal-El. Zod affronta il figlio di Jor-El, ma il loro primo scontro finisce con una ritirata del generale visto che non riesce a gestire bene i poteri derivati dal sole giallo della Terra. Zod intende distruggere l'umanità e fare della Terra la nuova Krypton ripopolandola con i codici genetici impiantati nel corpo di Kal-El per mano del padre; inoltre, utilizzando la sua astronave cerca di ricreare le condizioni climatiche di Krypton usando un congegno terraformante, cosa che porterebbe alla distruzione dell'umanità. Kal-El (alias Superman) affronta i suoi simili con l'aiuto dei militari e del dottor Hamilton. Usando la navicella con la quale Superman giunse sulla Terra, il dottor Hamilton sconfigge i subalterni di Zod, facendola schiantare contro l'astronave di Zod e creando una sinergia tra i loro motori, vincolandoli nella Zona fantasma, anche se Hamilton ha dovuto sacrificarsi per riuscire nel suo intento. Zod, infuriato, combatte contro Superman, avendo ormai imparato a padroneggiare i suoi poteri kryptoniani. Dopo un duro scontro in cui Metropolis viene quasi rasa al suolo, l'Uomo d'Acciaio è costretto a uccidere il delirante generale kryptoniano, spezzandogli l'osso del collo, per salvare alcuni civili che Zod stava per uccidere con la vista calorifica.
- In Batman v Superman: Dawn of Justice (2016), il cadavere del Generale Zod viene utilizzato da Lex Luthor per creare il potente Doomsday, interpretato in motion capture da Robin Atkin Downes (che rivestirà il ruolo di uno degli antagonisti contro Superman, Batman e Wonder Woman).
- Una variante del Generale Zod compare nuovamente come antagonista secondario nel film The Flash (2023).

### Televisione

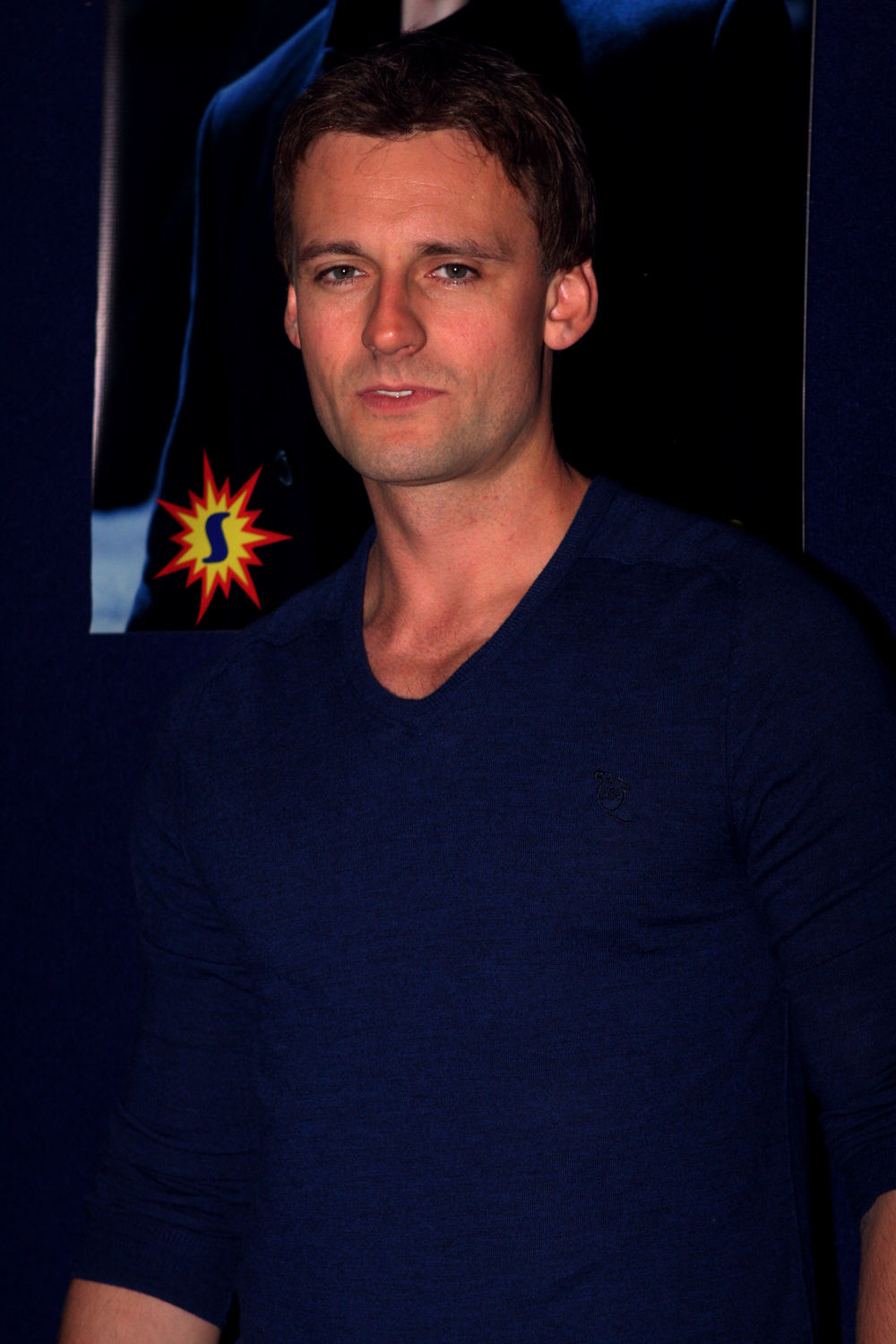
Callum Blue, interprete del Generale Zod nella serie televisiva Smallville.

Il Generale Zod appare nell’ultima puntata della quinta stagione e nella prima della sesta stagione della serie televisiva Smallville. Alla fine dell'episodio L'Oracolo Clark legge un messaggio in kryptoniano che dice «Zod sta tornando». Nell'episodio successivo, Dimensione fantasma, Jor-El rivela che Zod fu imprigionato nella Dimensione fantasma per aver commesso dei crimini che hanno causato la distruzione di Krypton. Il corpo di Zod venne distrutto, privato di ogni potere e rinchiuso in una navicella impenetrabile, che a sua volta venne rinchiusa nella Dimensione fantasma per prevenire una sua eventuale fuga e di conseguenza per arrivare sulla Terra necessitava di prendere possesso del corpo di un essere umano, e per trovarlo chiede l'aiuto di Brainiac. Il corpo prescelto alla fine fu quello di Lex Luthor, che confinò Clark Kent nella Dimensione fantasma. Nel primo episodio della sesta stagione, Zod, Clark riesce a scappare dalla Dimensione fantasma grazie all'aiuto di una kryptoniana, anche lei imprigionata lì. Tornato sulla Terra Clark affronta Zod e riesce a imprigionarlo nuovamente nella Dimensione fantasma. Quando il fantasma computerizzato di Zod, viene scacciato dal corpo di Lex, si può notare che il suo volto ha le fattezze di quello di Terence Stamp.
Nell'ottava stagione si scopre che Doomsday (Davis Bloome) è stato creato per ordine suo e di sua moglie Faora.
Ritorna nella nona stagione, interpretato da Callum Blue. Questa versione è differente dalla precedente, non ha il grado di generale bensì di maggiore ed è molto più giovane. Questo perché è un clone di quello originale, frutto di un esperimento di Jor-El fatto vent'anni prima della distruzione di Krypton con il sangue dei più valorosi soldati di Kandor. Jor-El, per prevenire la minaccia che avrebbero rappresentato i superpoteri che avrebbero avuto sulla Terra, ha corrotto con la kryptonite blu (che toglie i poteri dei kryptoniani sotto il sole giallo) la sfera all'interno della quale erano presenti i campioni di sangue che avrebbero poi generato i cloni, alla morte di Bloome. Per questo motivo i kandoriani, compresi Zod e Jor-El, sono privi dei loro poteri: l'obiettivo di Zod è quindi quello di riappropriarsene per instaurare un dominio. Per questo motivo decide di supportare Tess Mercer (la quale diventerà la sua amante) nella costruzione di una struttura ad energia solare che permetterebbe ai kandoriani di riappropriarsi dei loro poteri. Clark, che attraverso i ricordi di Lois ha visto un futuro in cui la sua opposizione a Zod ha causato l'avvento di una tirannia kryptoniana, decide allora di tentare un approccio amichevole. Nella 14ª puntata della nona stagione, Clark si trova a dover salvare Zod (in fin di vita a causa di uno sparo), dato che era l'ultimo desiderio espresso dal padre Jor-El (Julian Sands) prima di morire, si trafigge quindi la mano con una punta fatta di Kryptonite e fa cadere una goccia del suo sangue nel foro del proiettile, donando la vita a Zod e, di conseguenza, anche i suoi poteri. Verso la fine della serie inizia a farsi chiamare Generale dai suoi soldati. Nel penultimo episodio uccide il clone di sua moglie Faora che lui considerava una traditrice, ma si pente quando scopre che lei è incinta dello stesso Zod. Nell'ultimo episodio della nona stagione Clark si ritrova a dover combattere Zod, abbandonato dal suo esercito a causa della morte di Faora, e grazie al libro di Rao a mandarlo in un altro pianeta salvando la Terra. Il personaggio del Generale Zod riapparirà alla fine della decima stagione, sempre interpretato da Callum Blue, incarcerato nella Zona Fantasma, dove vengono portati Oliver Queen/Freccia Verde e Clark, che scoprono che Zod ha il totale dominio sugli Zoner e che lo spirito del Generale Zod visto nella sesta serie si è fuso con il corpo del giovane clone, grazie all'aiuto della potente forza oscura Darkseid. Zod vuole far combattere Oliver e Clark, fino alla morte, per vendicarsi e per eliminare l'unico che potrebbe fermare Darkseid. Il generale tenta di convertire Oliver alla sua causa, usando le sue debolezze contro di lui. Poi, mentre tenta di finire Clark, i due strappano il cristallo dal collo di Zod e lo usano per tornare sulla Terra. Tornati a casa, Clark e Oliver distruggono il cristallo, cioè la chiave di accesso alla Zona, lasciando Zod intrappolato "per sempre".
Nella serie animata di Superman dell'universo del DCAU, Zod è stato fuso con la figura di Jax-Ur, per quanto somigli molto di più al generale piuttosto che allo scienziato kyptoniano. Jax-Ur e sua sorella Mala (basata di più su Ursa e Faora) tentarono di rovesciare il Consiglio planetario di Krypton, ma furono fermati da Jor-El e il Consiglio bandì i due fratelli usurpatori nella Dimensione fantasma. Molti anni dopo, quando Superman e il Professor Hamilton stavano studiando il proiettore della Dimensione fantasma, Mala riesce a chiedere ai due di farla uscire, in quanto sono finiti da molto tempo i suoi anni di pena. Superman la rilascia, mostrandole anche come la luce del Sole giallo garantisca a loro dei poteri sovrumani e le offre un posto come assistente per la lotta al crimine. Tuttavia, Mala si rivela violenta usando i suoi metodi e, origliando di come Superman e Hamilton si pentano di averla fatta uscire dalla Zona Fantasma, Mala libera suo fratello e distrugge il proiettore dopo averci chiuso dentro Superman. Superman, grazie a Lois e Hamilton si libera, e rispedisce i due fratelli nella Dimensione fantasma. Qualche tempo dopo, Jax-Ur e Mala, trovano uno squarcio per il mondo esterno dai pressi di un buco nero e sono salvati in extremis da una civiltà pacifica e tecnologicamente avanzata come Krypton (i due gli daranno il nome di Nuova Krypton). Offrendo a loro le nozioni della tecnologia kryptoniana, Mala e Jax-Ur salgono al potere del pianeta, trasformandolo in una fabbrica di armi per invadere la Terra e vendicarsi su Superman, il quale, studiando il buco nero, giunge nella Nuova Krypton e inizialmente si felicita della loro (apparente) riabilitazione, nonostante la mano pesante sul loro governo, ma poi scopre del loro vero obbiettivo, e nella lotta che segue dai pressi del buco nero, Mala e Jax-Ur cadono al suo interno, morendo.